# Navan
Navan (An Uaimh en irlandais) est une ville du comté de Meath en république d'Irlande.

## Géographie
Navan, située au centre du comté de Meath, est placée au confluent du fleuve Boyne et de la rivière Blackwater, à environ 50 km au nord-ouest de Dublin et 20 km à l'ouest de Drogheda.
Elle est la capitale administrative du comté de Meath, la capitale traditionnelle étant Trim.[réf. nécessaire]
À proximité, se trouvent le site historique de Tara et le site archéologique de Brú na Bóinne.

## Toponymie
Son nom signifie « la caverne », en irlandais.

## Démographie
Au recensement de 2006, la ville de Navan comptait 3 710 habitants ; en prenant également en compte les villages de banlieue, elle représente une agglomération de 24 851 habitants, ce qui en fait la dixième d'Irlande. Sa population s'est accrue de 28 % depuis 2002. En 2016, la population était de 30 173 habitants.
Avec un accroissement de population de 51,6 % entre 1996 et 2006, elle est la ville d'Irlande qui connaît la progression la plus rapide. Elle a une population de 30 173 habitants.

## Économie
Navan bénéficie de la Mine de Tara, les plus importantes mines de plomb et de zinc d'Europe.
Les activités traditionnelles de Navan, les tapis et les meubles, sont en déclin car cette fabrication se délocalise en Europe de l'est. Cependant, Navan a tout de même réussi à se développer grâce aux retombées de la période de croissance surnommée le Tigre celtique, et devenant une vaste ville-dortoir de Dublin.

## Personnalités
- Sir Francis Beaufort, hydrographe, inventeur de l'Échelle de Beaufort ; sa maison natale a été rasée en 1990 pour la construction d'un carrefour.
- Pierce Brosnan, acteur qui a notamment interprété plusieurs fois le rôle de James Bond, y a passé son enfance.
- Colomban de Luxeuil, missionnaire irlandais, est natif de Navan.
- Dylan Moran, acteur, humoriste, coscénariste, est natif de Navan.
- Tommy Tiernan, humoriste, est également natif de la ville.
- Barry Coade, manager fin des années 2010 de l'équipe d'Irlande de rugby à XIII  et de l'équipe locale des Longhorns[3].

## Transport
Une ligne de chemin de fer dessert Navan ; elle ne véhicule que du trafic de marchandises, principalement pour transporter la production de minerai des mines de Tara vers le port de Dublin.
Les routes nationale N3 (Dublin – Cavan) et N51 (Mullingar – Drogheda) sont les principales voies de communication de Navan.

## Jumelage
- Bobbio (Italie).

## Sport
La ville compte un club de rugby à XIII, les Longhorns qui ont remporté le championnat irlandais en 2017 et 2018 et unique représentant irlandais dans la Challenge Cup.